# 米卡埃尔·福塞尔
米卡埃尔·福塞尔（瑞典語：Mikael Kaj Forssell，1981年3月15日—）出生於德國，是一名芬蘭職業足球員，司職前鋒。

## 生平

### 球會
切尔西
福塞尔16歲便披上HJK赫尔辛基球衣，在芬超聯賽中亮相，在代表芬蘭青年隊上陣時的入球能力，使科素成為歐洲鄰國一些球隊羅致的目標。1998年時年17歲的科素，選擇加盟英超球隊切尔西。
科素在車路士時曾在一場比賽中梅開二度，但並沒獲得正選席位，且還常遭外借爭取出賽機會。科素曾兩度外借到甲組水晶宮；接著於2003年春季前往德甲為慕遜加柏打護級戰。其時他取得7個入球，成功協助慕遜加柏護級。但慕遜加柏因缺乏資金，收購科素不成。2003/04年球季科素唯有返回英格蘭，再次被外借到英超，全季射入17球成為首席射手。翌季（2004/05年球季）科素再獲准整季外借到伯明翰城，但遭受到嚴重膝傷的打擊，白白錯過整個球季。
伯明翰城
受膝患陰影籠罩，車路士宣佈不將科素納入未來計劃。2005年伯明翰城成功用300萬英鎊收購科素。但受傷患困擾的科素仍然未能恢復狀態，伯明翰城還於當季降級英冠聯賽。其後科素在2006年10月一次球隊操練中再度受傷，需要缺席比賽半年。在兩膝接受手術後，於2007年2月才恢復操練。其時伯明翰城再一次升回英超，科素終於重新上場作賽，但整個球季卻未能協助伯明翰城護級。
漢諾威96
科素於2008年夏季加盟德甲球會漢諾威96，簽約三年。不過在這三季上陣機會不多，最終於2011年合約屆滿後被放棄。
列斯聯
2011年9月8日科素重返英格蘭，免費加盟英冠球會列斯聯，簽約至球季結束。

### 國家隊
於2000年代科素一直是芬蘭國家隊的主力球員，於1999年6月9日初次代表國家出戰摩爾多瓦，而在2001年2月28日對盧森堡取得個人首個國際賽入球。在國家隊與在前鋒合作無間。當科素因傷未能出賽，芬蘭隊的攻擊力明顯受到影響，科素只能在旁觀看國家隊隊友出戰2004年歐洲國家盃及2006年世界盃外圍賽。科素亦有代表芬蘭出席2001年世青盃。

## 外部連結
- 足球数据库：米基爾·科素的球员统计数据
- （文） Profile at FA of Finland's official website
- Profile at Birmingham City's official website
- Profile at ESPNsoccernet.com （页面存档备份，存于）
- FootballDatabase provides Mikael Forssell's profile and stats （页面存档备份，存于）